# Bougy-Villars
Bougy-Villars är en ort och kommun i distriktet Morges i kantonen Vaud, Schweiz. Kommunen har 514 invånare (2023).